# العلاقات البرازيلية الكمبودية
العلاقات البرازيلية الكمبودية هي العلاقات الثنائية التي تجمع بين البرازيل وكمبوديا.

## مقارنة بين البلدين
هذه مقارنة عامة ومرجعية للدولتين:
| وجه المقارنة                                              | البرازيل | كمبوديا                   |
| --------------------------------------------------------- | --- | ------------------------- |
| المساحة (كم2)                                             | 8.52 مليون | 181.03 ألف                |
| عدد السكان (نسمة)                                         | 202.66 مليون | 16.01 مليون               |
| الكثافة السكانية (ن./كم²)                                 | 23.79 | 88.44                     |
| العاصمة                                                   | برازيليا، ريو دي جانيرو | بنوم بنه                  |
| اللغة الرسمية                                             | برتغالية برازيلية، Brazilian Sign Language ‏ | اللغة الخميرية            |
| العملة                                                    | ريال برازيلي، كروزيرو ريال برازيلي ‏، كروزيرو البرازيلية (1990–1993)، البرازيلي كروزادو نوفو، كروزادو برازيلي، cruzeiro ‏، كروزيرو البرازيلية (1942–1967)، الريال البرازيلي (قديم) | ريال كمبودي، دولار أمريكي |
| الناتج المحلي الإجمالي (بليون دولار)                      | 2.06 تريليون | 22.16 مليار               |
| الناتج المحلي الإجمالي (تعادل القوة الشرائية) بليون دولار | 3.22 تريليون | 54.37 مليار               |
| الناتج المحلي الإجمالي الاسمي للفرد دولار أمريكي          | 8.54 ألف | 1.16 ألف                  |
| الناتج المحلي الإجمالي للفرد دولار أمريكي                 | 15.89 ألف | 3.26 ألف                  |
| مؤشر التنمية البشرية                                      | 0.754 | 0.555                     |
| رمز المكالمات الدولي                                      | +55 | +855                      |
| رمز الإنترنت                                              | .br | .kh                       |
| المنطقة الزمنية                                           | | ت ع م+07:00               |

## منظمات دولية مشتركة
يشترك البلدان في عضوية مجموعة من المنظمات الدولية، منها:
| علم المنظمة | اسم المنظمة                        | تاريخ انضمام البرازيل | تاريخ انضمام كمبوديا |
| ----------- | ---------------------------------- | --------------------- | -------------------- |
|             | الاتحاد البريدي العالمي            | ?                     | ?                    |
|             | يونسكو                             | 4 نوفمبر 1946         | 3 يوليو 1951         |
|             | البنك الدولي للإنشاء والتعمير      | 14 يناير 1946         | 22 يوليو 1970        |
|             | منظمة التجارة العالمية             | ?                     | ?                    |
|             | وكالة ضمان الاستثمار متعدد الأطراف | 7 يناير 1993          | 1 ديسمبر 1999        |
|             | الاتحاد الدولي للاتصالات           | 4 يوليو 1877          | 10 أبريل 1952        |
|             | منظمة الشرطة الجنائية الدولية      | ?                     | ?                    |
|             | مؤسسة التمويل الدولية              | 31 ديسمبر 1956        | 26 مارس 1997         |
|             | الأمم المتحدة                      | 24 أكتوبر 1945        | 14 ديسمبر 1955       |
|             | مؤسسة التنمية الدولية              | 15 مارس 1963          | 22 يوليو 1970        |
|             | الفريق المعني برصد الأرض           | ?                     | ?                    |
|             | منظمة حظر الأسلحة الكيميائية       | ?                     | ?                    |

## وصلات خارجية
- موقع وزارة الخارجية البرازيلية
- موقع وزارة الخارجية الكمبودية